# Saint-Paul-du-Bois
Pour les articles homonymes, voir Saint-Paul.
Saint-Paul-du-Bois est une commune française située dans le département de Maine-et-Loire, en région Pays de la Loire.
Son territoire jouxte le département des Deux-Sèvres et la région Nouvelle-Aquitaine.

## Géographie

### Localisation
Commune angevine du sud Layon, située dans les Mauges, ce territoire rural de l’ouest de la France se trouve aux confins de l'Anjou et du Poitou, à quelques kilomètres au sud de Vihiers, en Maine-et-Loire à la limite des Deux-Sèvres. Son territoire est essentiellement rural.
Pays de bocage, le Vihiersois se situe dans un triangle entre Angers, Cholet et Saumur.

### Communes limitrophes
Le bourg est situé à 7 km de Vihiers, à 25 km de Cholet, à 44 km de Saumur et à 43 km d'Angers. Les communes les plus proches sont Saint-Maurice-la-Fougereuse (6 km), Les Cerqueux-sous-Passavant (7 km), La Plaine (7 km), Somloire (7 km), Vihiers (7 km), Étusson (8 km), Coron (9 km), Cléré-sur-Layon (9 km), Genneton (10 km) et Chanteloup-les-Bois (11 km).

### Géologie relief
À quelques kilomètres au nord et à l'est du Vihiersois se trouve la vallée du Layon, qui marque la transition entre les Mauges et le Saumurois. Le sud de l'Anjou comporte à l'est des terrains secondaires et tertiaires (Saumurois) et à l'ouest des terrains primaires (Mauges). Dans ces derniers, on trouve un pays de bocage sur des terrains de schistes et de granites.
Saint-Paul-du-Bois se situe sur l'unité paysagère du Plateau des Mauges.
L'altitude de la commune varie de 103 à 214 mètres, pour une altitude moyenne de 208 mètres. Son territoire s'étend sur près de 27 km2 (2 658 hectares). Il se situe sur un haut plateau.

### Hydrographie
Un seul cours d'eau se situe sur la commune, le ruisseau de la Gaubretière.

### Climat
Son climat est tempéré, de type océanique. Le climat angevin est particulièrement doux, du fait de sa situation entre les influences océaniques et continentales. Généralement les hivers sont pluvieux, les gelées rares et les étés ensoleillés.
Pour des articles plus généraux, voir Climat des Pays de la Loire et Climat de Maine-et-Loire.
En 2010, le climat de la commune est de type climat océanique altéré, selon une étude du CNRS s'appuyant sur une série de données couvrant la période 1971-2000. En 2020, Météo-France publie une typologie des climats de la France métropolitaine dans laquelle la commune est exposée à un climat océanique et est dans la région climatique Moyenne vallée de la Loire, caractérisée par une bonne insolation (1 850 h/an) et un été peu pluvieux.
Pour la période 1971-2000, la température annuelle moyenne est de 11,7 °C, avec une amplitude thermique annuelle de 14,3 °C. Le cumul annuel moyen de précipitations est de 726 mm, avec 11,8 jours de précipitations en janvier et 6,4 jours en juillet. Pour la période 1991-2020, la température moyenne annuelle observée sur la station météorologique de Météo-France la plus proche, sur la commune de Nueil-les-Aubiers à 16 km à vol d'oiseau, est de 12,0 °C et le cumul annuel moyen de précipitations est de 812,2 mm,. Pour l'avenir, les paramètres climatiques de la commune estimés pour 2050 selon différents scénarios d'émission de gaz à effet de serre sont consultables sur un site dédié publié par Météo-France en novembre 2022.

## Urbanisme
Morphologie urbaine : le village s'inscrit dans un territoire essentiellement rural.

### Typologie
Au 1er janvier 2024, Saint-Paul-du-Bois est catégorisée commune rurale à habitat très dispersé, selon la nouvelle grille communale de densité à sept niveaux définie par l'Insee en 2022.
Elle est située hors unité urbaine et hors attraction des villes,.

### Habitat
En 2013, on trouve 308 logements sur la commune de Saint-Paul-du-Bois, dont 85 % sont des résidences principales, pour une moyenne sur le département de 90 %, et dont 76 % des ménages en sont propriétaires.

### Occupation des sols
L'occupation des sols de la commune, telle qu'elle ressort de la base de données européenne d’occupation biophysique des sols Corine Land Cover (CLC), est marquée par l'importance des territoires agricoles (89,4 % en 2018), une proportion sensiblement équivalente à celle de 1990 (89,7 %). La répartition détaillée en 2018 est la suivante : 
terres arables (40,7 %), zones agricoles hétérogènes (28,9 %), prairies (19,8 %), forêts (9,4 %), zones urbanisées (1,2 %). L'évolution de l’occupation des sols de la commune et de ses infrastructures peut être observée sur les différentes représentations cartographiques du territoire : la carte de Cassini (XVIIIe siècle), la carte d'état-major (1820-1866) et les cartes ou photos aériennes de l'IGN pour la période actuelle (1950 à aujourd'hui).

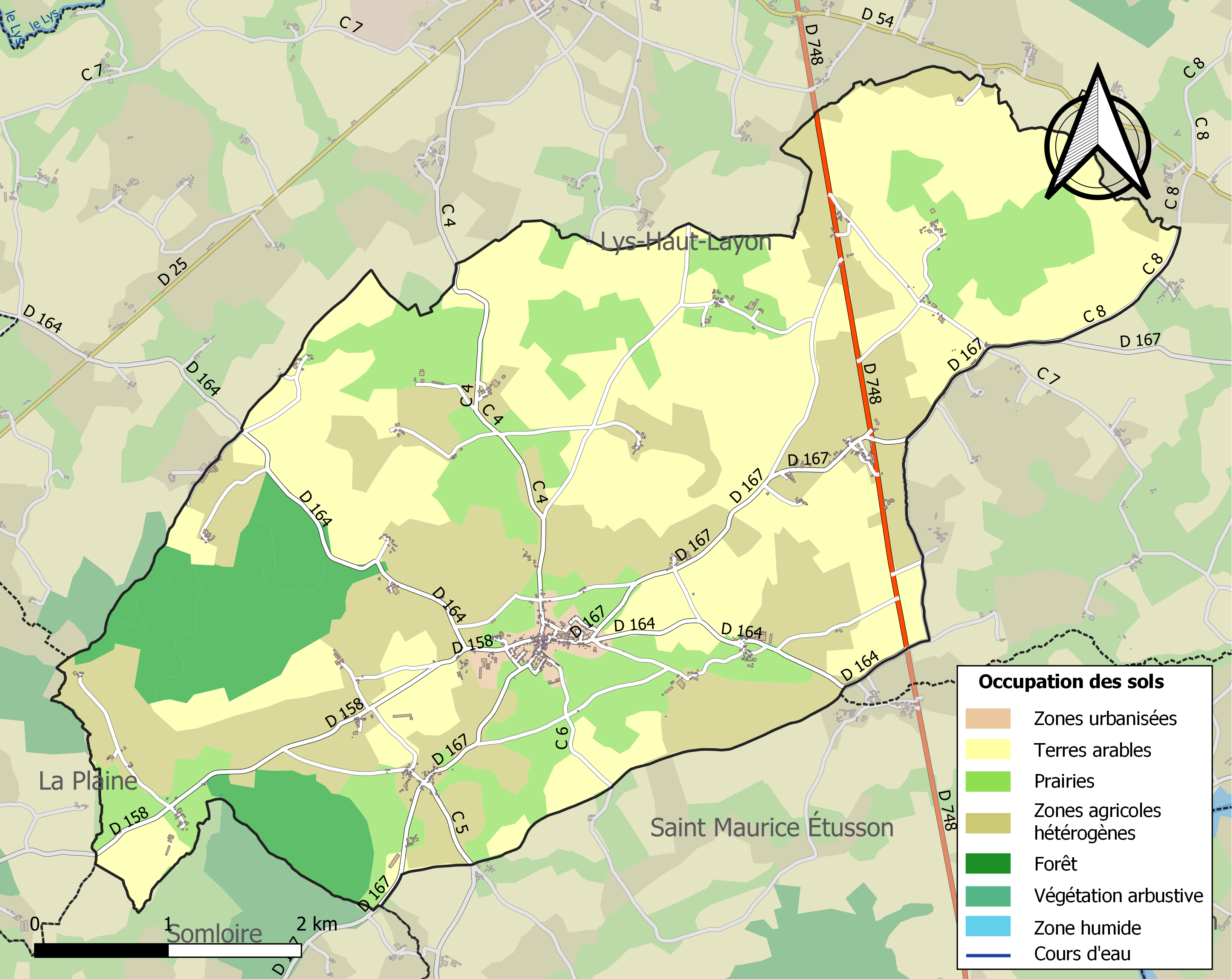
Carte des infrastructures et de l'occupation des sols de la commune en 2018 (CLC).

## Toponymie et héraldique

### Toponymie
Formes anciennes du nom : Santus Paulus en 1300, Saint Paul en 1793, Saint-Paul-du-Bois en 1801,.
Origine du nom : La localité de Saint-Paul-du-Bois doit son nom aux bois dont le territoire était jadis couvert.
À noter qu'il existe une commune au nom de Saint-Paul-aux-Bois, dans le département de l'Aisne (Picardie).

### Gentilé
Nom des habitants : Les Saint Paulais.

### Héraldique
| Saint-Paul-du-Bois | Héraldique : Les armes de Saint-Paul-du-Bois se blasonnent ainsi : d'argent au chevron de gueules, accompagné de trois roses du même, au chef d'azur chargé de trois losanges d'or. |

## Histoire

### Moyen Âge
Au Moyen Âge, la seigneurie de la paroisse appartient aux comtes de Passavant.

### Ancien Régime
À la veille de la Révolution française] une partie du Vihiersois dépend de la sénéchaussée d'Angers (La Salle-de-Vihiers, Vihiers, Coron) et une autre de la sénéchaussée de Saumur (Tigné, Cernusson, Les Cerqueux, Saint-Paul-du-Bois, La Plaine).

### Époque contemporaine
À la réorganisation administrative qui suit la Révolution, Saint-Paul-du-Bois est rattachée en 1790 au canton de Vihiers et au district de Vihiers, puis en 1800 à l'arrondissement de Saumur.
Comme dans le reste de la région, à la fin du XVIIIe siècle se déroule la guerre de Vendée, qui marquera de son empreinte la région. La paroisse s'engage dans l'insurrection dès mars 1793. La Rochejaquelein, après avoir été défait par les troupes républicaines, reprend le combat en janvier 1794. Le 15 janvier il rejoint Stofflet à Saint-Paul-du-Bois où plusieurs centaines de soldats sont rassemblés. Le 22 janvier, il s'empare de Vihiers.
En 1854, les limites de la commune sont diminuées au profit de celle des Cerqueux-sous-Passavant (loi du 29 juin 1854).

## Politique et administration

### Administration municipale
La commune est créée à la Révolution (Saint-Paul puis Saint-Paul-du-Bois). Le conseil municipal est composé de 15 élus.
| Période                                  | Période                   | Identité             | Étiquette | Qualité                        |
| ---------------------------------------- | ------------------------- | -------------------- | --------- | ------------------------------ |
| 1791                                     |                           | R. Babin             |           |                                |
| frimaire an V                            |                           | Boileau              |           |                                |
| an VI                                    |                           | François Janneteau   |           | agent de la commune puis maire |
| 21 novembre 1808                         |                           | René Guitière        |           |                                |
| 10 février 1813                          |                           | Alexis Gazeau        |           |                                |
| 10 septembre 1816                        |                           | René Boileau         |           |                                |
| 15 novembre 1830                         | 28 août 1849 (décès)      | René-Gervais Babin   |           |                                |
| 1849                                     | janvier 1884 (décès)      | Jean-Pierre Charruau |           |                                |
| 1er juin 1884                            | décembre 1884 (démission) | Pierre Sauvêtre      |           |                                |
| 14 décembre 1884                         |                           | Jacques Jahan        |           |                                |
| 15 mai 1892                              | 1919                      | Christian Dumas      |           |                                |
| 10 décembre 1919                         | 1945                      | Émile Cholloux       |           |                                |
| septembre 1945                           | 1971                      | Victor Turpault      |           |                                |
| mars 1971                                | 1976                      | Eugène Neau          |           |                                |
| 1976                                     | 1989                      | Henri Rambeau        |           |                                |
| mars 1989                                | mars 2014                 | Christian Angibaud   | DVD       |                                |
| mars 2014                                | En cours (au 27 mai 2020) | Olivier Vitré,       |           |                                |
| Les données manquantes sont à compléter. |                           |                      |           |                                |

### Intercommunalité
Saint-Paul-du-Bois était intégrée à l'ancienne communauté de communes Vihiersois-Haut-Layon, qui regroupait douze communes, dont La Plaine et Les Cerqueux-sous-Passavant. Cette structure intercommunale était un établissement public de coopération intercommunale (EPCI) qui avait pour vocation de réunir les moyens de plusieurs communes, notamment dans le domaine du tourisme. Depuis le 1er janvier 2017, la commune est membre de la communauté d'agglomération du Choletais après la fusion avec la communauté de communes du Vihiersois-Haut-Layon.
La communauté de communes est membre du Pays de Loire en Layon, structure administrative d'aménagement du territoire.

### Autres circonscriptions
Jusqu'en 2014, la commune fait partie du canton de Vihiers et de l'arrondissement de Saumur. Le canton de Vihiers compte alors dix-sept communes. C'est l'un des quarante-et-un cantons que compte le département ; circonscriptions électorales servant à l'élection des conseillers généraux, membres du conseil général du département. Dans le cadre de la réforme territoriale, un nouveau découpage territorial pour le département de Maine-et-Loire est défini par le décret du 26 février 2014. Le canton de Vihiers disparait et la commune est rattachée au canton de Cholet-2, avec une entrée en vigueur au renouvellement des assemblées départementales de 2015.
La commune se trouve sur la quatrième circonscription de Maine-et-Loire, composée de six cantons dont Vihiers et Montreuil-Bellay.

## Population et société

### Démographie

#### Évolution démographique
L'évolution du nombre d'habitants est connue à travers les recensements de la population effectués dans la commune depuis 1793. Pour les communes de moins de 10 000 habitants, une enquête de recensement portant sur toute la population est réalisée tous les cinq ans, les populations de référence des années intermédiaires étant quant à elles estimées par interpolation ou extrapolation. Pour la commune, le premier recensement exhaustif entrant dans le cadre du nouveau dispositif a été réalisé en 2005.

En 2022, la commune comptait 600 habitants, en évolution de +0,17 % par rapport à 2016 (Maine-et-Loire : +2,12 %, France hors Mayotte : +2,11 %).
| 1793  | 1800 | 1806 | 1821 | 1831 | 1836  | 1841 | 1846  | 1851  |
| ----- | ---- | ---- | ---- | ---- | ----- | ---- | ----- | ----- |
| 1 145 | 466  | 499  | 833  | 992  | 1 018 | 995  | 1 060 | 1 070 |

| 1856  | 1861  | 1866  | 1872  | 1876  | 1881  | 1886  | 1891  | 1896  |
| ----- | ----- | ----- | ----- | ----- | ----- | ----- | ----- | ----- |
| 1 165 | 1 129 | 1 277 | 1 221 | 1 208 | 1 203 | 1 145 | 1 213 | 1 071 |

| 1901 | 1906 | 1911 | 1921 | 1926 | 1931 | 1936 | 1946 | 1954 |
| ---- | ---- | ---- | ---- | ---- | ---- | ---- | ---- | ---- |
| 958  | 964  | 928  | 807  | 840  | 854  | 895  | 874  | 755  |

| 1962 | 1968 | 1975 | 1982 | 1990 | 1999 | 2005 | 2006 | 2010 |
| ---- | ---- | ---- | ---- | ---- | ---- | ---- | ---- | ---- |
| 730  | 717  | 627  | 615  | 583  | 562  | 571  | 568  | 612  |

| 2015 | 2020 | 2022 | - | - | - | - | - | - |
| ---- | ---- | ---- | - | - | - | - | - | - |
| 602  | 601  | 600  | - | - | - | - | - | - |

#### Pyramide des âges
La population de la commune est relativement jeune.
En 2018, le taux de personnes d'un âge inférieur à 30 ans s'élève à 33,6 %, soit en dessous de la moyenne départementale (37,2 %). À l'inverse, le taux de personnes d'âge supérieur à 60 ans est de 24,3 % la même année, alors qu'il est de 25,6 % au niveau départemental.
En 2018, la commune compte 319 hommes pour 274 femmes, soit un taux de 53,79 % d'hommes, largement supérieur au taux départemental (48,63 %).
Les pyramides des âges de la commune et du département s'établissent comme suit.
| Hommes | Classe d’âge | Femmes |
| ------ | ------------ | ------ |
| 1,2    | 90 ou +      | 1,1    |
| 5,9    | 75-89 ans    | 7,2    |
| 15,8   | 60-74 ans    | 17,6   |
| 23,5   | 45-59 ans    | 20,5   |
| 20,7   | 30-44 ans    | 19,1   |
| 14,9   | 15-29 ans    | 11,9   |
| 18,0   | 0-14 ans     | 22,7   |

| Hommes | Classe d’âge | Femmes |
| ------ | ------------ | ------ |
| 0,9    | 90 ou +      | 2,1    |
| 7      | 75-89 ans    | 9,5    |
| 16,2   | 60-74 ans    | 16,9   |
| 19,4   | 45-59 ans    | 18,7   |
| 18,2   | 30-44 ans    | 17,5   |
| 18,8   | 15-29 ans    | 17,6   |
| 19,5   | 0-14 ans     | 17,6   |

### Vie locale
Services publics présents sur la commune de Saint-Paul-du-Bois : mairie, école maternelle et primaire, espace culturel. Les autres services publics sont présents à Vihiers, ainsi que les structures sociales (ADMR du Vihiersois…) et culturelles (école de musique intercommunale…).
La plupart des structures de santé se situent également à Vihiers, tel l'hôpital local ou le centre de secours.
Le ramassage des déchets est géré par le syndicat mixte intercommunal pour le traitement des ordures ménagères et des déchets du Sud Saumurois (SMITOM) qui se trouve à Doué-la-Fontaine.
On trouve sur la commune l'aire naturelle de la Fontaine de Boisdon (pêche, jeux, pique-nique, baignade, pétanque et beach-volley), un camping, ainsi que plusieurs sentiers de randonnée : sentier de la chapelle de Haute-Foy de 4 km, sentier de l'ancienne voie romaine de 18 km et sentier des bois de la Gaubretière de 12 km.
L'office du tourisme se situe à Vihiers.

## Économie

### Tissu économique
Commune principalement agricole, sur les 59 établissements présents sur la commune en 2008, 53 % relèvent du secteur de l'agriculture. En 2010, sur 58 établissements présents sur la commune, 52 % relèvent du secteur de l'agriculture (pour une moyenne de 17 % sur l'ensemble du département), 2 % du secteur de l'industrie, 9 % du secteur de la construction, 33 % de celui du commerce et des services et 5 % du secteur de l'administration et de la santé. Cinq ans plus tard, en 2015, sur les 57 établissements présents, 37 % relèvent du secteur de l'agriculture (pour une moyenne de 11 % sur le département), 7 % du secteur de l'industrie, 5 % de celui de la construction, 44 % du secteur du commerce et des services et 7 % de celui de l'administration et de la santé.
Outre les établissements agricoles, on trouve sur la commune plusieurs activités commerciales et artisanales : boulangerie pâtisserie, coiffure, café bar hôtel restaurant, électricité plomberie,  menuiserie charpenterie, etc.

### Agriculture
Liste des appellations présentes sur le territoire :
- Pour le beurre, Appellation d'origine contrôlée (AOC) Appellation d'origine protégée (AOP) beurre Charentes-Poitou, beurre des Charentes, beurre des Deux-Sèvres ;
- Pour la brioche, Indication géographique protégée (IGP) brioche vendéenne ;
- Pour la viande, IGP agneau du Poitou-Charentes, bœuf de Vendée, bœuf du Maine, Maine-Anjou ;
- Pour les volailles, IGP oies d'Anjou, volailles de Cholet, volailles d’Ancenis ;
- Pour les vins, IGP Maine-et-Loire blanc, Maine-et-Loire rosé et Maine-et-Loire rouge.

## Culture locale et patrimoine

### Lieux et monuments

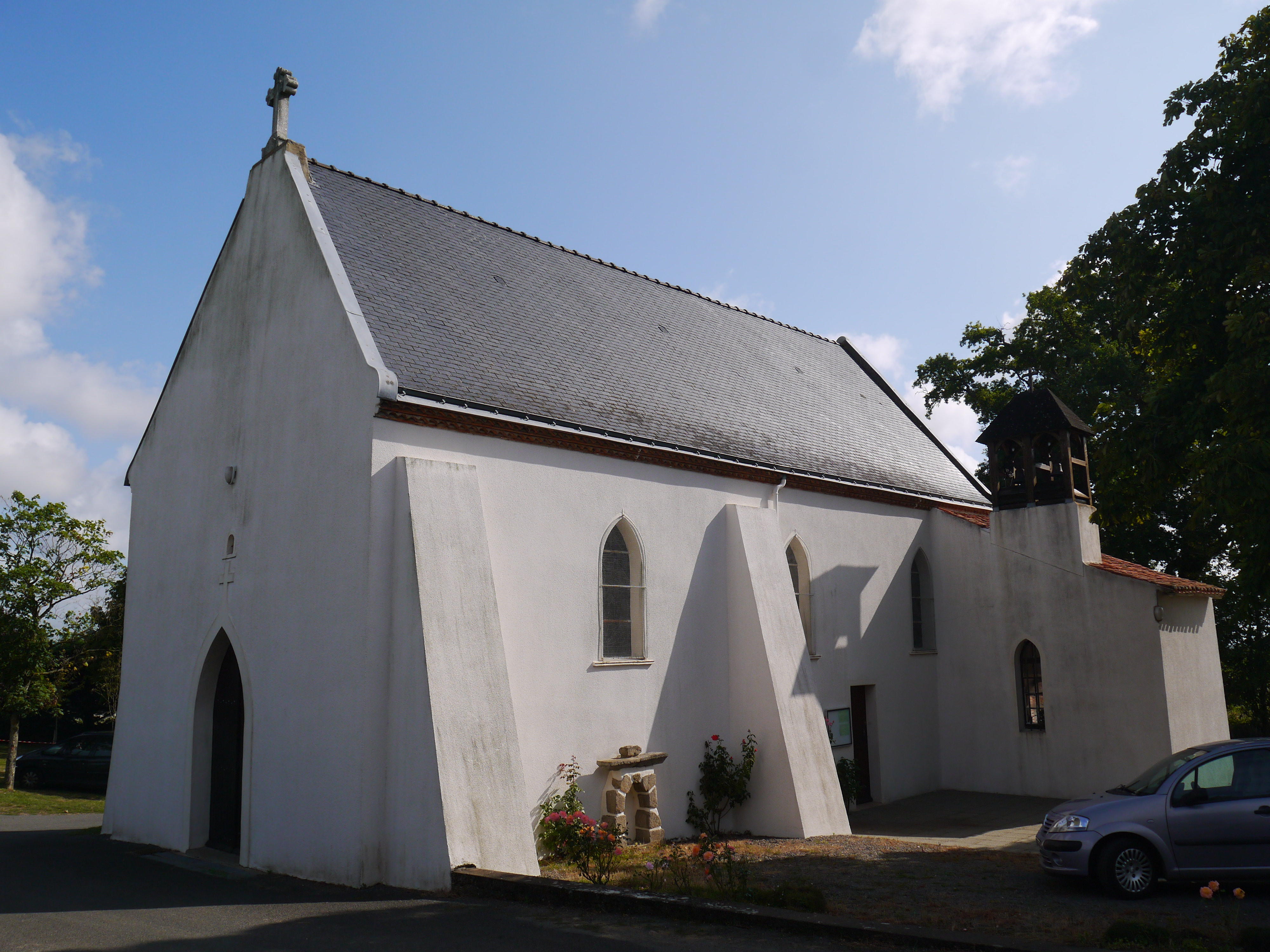
La chapelle Notre-Dame de Haute-Foy.

Bien que l'on ne trouve pas sur la commune de Saint-Paul-du-Bois de bâtiments inscrits comme monuments historiques, plusieurs figurent à l'inventaire général du patrimoine culturel :
- Chapelle Notre-Dame, lieu-dit Haute-Foy, chapelle construite au XIIe siècle, reprise au XVIIe siècle et détruite, sauf le clocher déposé datant de 1674, date de la cloche refondue. Église dite chapelle reconstruite de 1850 à 1851 ;
- Plusieurs fermes des XVIIe, XVIIIe et XIXe siècles ;
- Plusieurs maisons des XVIIIe et XIXe siècles ;
- Manoir la Gaubretière du XVIe siècle, repris et agrandi au XVIIIe siècle ;
- Plusieurs moulins des XVIIe et XIXe siècles ;
- Ancien prieuré des Augustins de Saint-Paul, du XIIe siècle, dépendant de l'abbaye d'Airvault (Deux-Sèvres), détruit puis reconstruit au XVIIe siècle. Église en 1634, actuellement église paroissiale.

### Autres lieux
Musée du costume de scène et du décor théâtral : l'espace culturel est géré par l'Association d'éducation populaire (A.E.P.), qui y présente une collection de costumes de scènes et de décors de théâtre. En 1966, est acquise la collection Faucheux, qui comprend un fonds de plus de 13 000 costumes accompagnés d'accessoires et 600 décors de théâtre.